# A Haza Embere díj
A Haza Embere díj a Százak Tanácsa által 2008-ban alapított díj.

## Leírása
Annak adományozzák, aki „őrzi a magyarság jó szellemét, életével, tevékenységével nemzetünk jövendőjét eredményesen szolgálja”.

## Díjazottak
Első kitüntetettje 2008. december 4-én Böjte Csaba ferences szerzetes volt.
2009 februárjában másodikként Fekete Gyulát tüntetették ki 87. születésnapján. 
2009. december 3-án Grosics Gyulát tüntették ki. Posztumusz elismerést kapott Püski Sándor és felesége, Zoltán Ilona.
2010. december 2-án dr. Andrásfalvy Bertalan néprajztudós, volt miniszter és dr. Andrásofszky Barna orvos, a Magyar Egészségügyi Társaság alapító elnöke kapta A Haza Embere elismerő oklevelet.
2011. december 2-án dr. Schulek Ágoston tanár, sportvezető (posztumusz) és Albert Gábor író, szerkesztő kapta A Haza Embere oklevelet.
2012-ben Csete György okleveles építészmérnöknek, és Csete Ildikó textilművésznek ítélték oda a díjat.
2013-ban Somodi István kapta az oklevelet. 
2014-ben Szíjártó István és Kisida Elek részesült a kitüntetésben.
2015-ben Báthori Katalinnak, Császár Angelának és  Naszlady Attilának (posztumusz) ítélték oda a díjat. 
2016-ban Csoóri Sándor kapott posztumus elismerést.
2018-ban Duray Miklós és Bíró Zoltán vehette át a Haza Embere oklevelet. 
2020-ban id. Béres József és Kellermayer Miklós kapott oklevelet.
2021-ben Foltán László, Kováts Német Mária és Bárdi László részesült e díjban. 
2022-ben Bakos Istvánnak és Hámori Józsefnek (posztumus) ítélték oda a díjat. 
2023-ban Zétényi Zsolt, ifj. Fekete Gyula és Szász István Tas kapta a Haza embere oklevelet.